# Kontyos zacskómadár
A kontyos zacskómadár (Psarocolius decumanus) a madarak osztályának verébalakúak (Passeriformes) rendjébe, azon belül a csirögefélék (Icteridae) családjába tartozó faj.

## Rendszerezése
A fajt Peter Simon Pallas német zoológus írta le 1769-ben, a Xanthornus nembe Xanthornus decumanus néven.

## Alfajai
- Psarocolius decumanus decumanus (Pallas, 1769)
- Psarocolius decumanus insularis (Dalmas, 1900)
- Psarocolius decumanus maculosus (Chapman, 1920)
- Psarocolius decumanus melanterus (Todd, 1917)[2]

## Előfordulása
Costa Rica, Panama, Argentína, Bolívia, Brazília, Kolumbia, Ecuador, Francia Guyana, Guyana, Paraguay, Peru, Suriname, Venezuela, Trinidad és Tobago területén honos. 
Természetes élőhelyei a szubtrópusi és trópusi síkvidéki esőerdők és mocsári erdők, valamint ültetvények. Állandó, nem vonuló faj.

## Megjelenése
Testhossza 47 centiméter, testtömege 300 gramm. A kifejlett hím többnyire fekete, fara és farka gesztenyebarna.  Szeme kék, csőre fehér és farka alja sárga. A tojó kisebb és tollazata unalmasabb.
|  |

## Életmódja
Egyedül vagy kisebb csoportokba lehet látni. A csoportokban mindig van egy domináns hím, a csoportba kb. 3–4 hím 15-30 tojó tartozik. A szaporodási időszakon kívül nagyon mozgékony. Tápláléka nagyobb rovarokból, gyíkokból, békákból, egerekből, pókokból, gyümölcsökből és nektárból áll.

## Szaporodása
Lógó szövött fészkét magas fára készíti. Fészekalja 2 kékes szürke tojásból áll, melyek 15–19 nap után kelnek ki és a kikelés után 24–36 nappal hagyják el a fészket.

## Természetvédelmi helyzete
Az elterjedési területe rendkívül nagy, egyedszáma pedig stabil. A Természetvédelmi Világszövetség Vörös listáján nem fenyegetett fajként szerepel.

## Fordítás
- Ez a szócikk részben vagy egészben  a   Crested Oropendola című angol Wikipédia-szócikk fordításán alapul.  Az eredeti cikk szerkesztőit annak laptörténete sorolja fel. Ez a jelzés csupán a megfogalmazás eredetét és a szerzői jogokat jelzi, nem szolgál a cikkben szereplő információk forrásmegjelöléseként.